# Gevorkt heidestaartje
Gevorkt heidestaartje (Cladonia furcata) is een soort korstmos uit het geslacht Cladonia.

## Determinatie
Gevorkt heidestaartje is een struikvormig korstmos. Het primaire thallus, dat echter maar zelden aanwezig is, bestaat uit grondschubben. Het secundaire thallus is regelmatig- tot onregelmatig vertakt, rechtopstaand of liggend, en kan een hoogte bereiken van 10 cm. De podetiën (takjes) zijn altijd aanwezig en variëren in kleur van grijsachtig of bleekgroen tot bruin. Het heeft rechtopstaande, holle stengels. Aan de uiteinden zijn de stengels onregelmatig vertakt en hebben spitse uiteinden die vaak bruin van kleur zijn. De blaadjes bevinden zich verspreid langs de steel. Het splitst altijd netjes twee even grote takjes. De top heeft soms bruine tot zwarte puntvormige pycnidiën. Apotheciën zijn soms aanwezig.

### Kleurreacties
Het heeft de volgende kenmerkende kleurreacties: K− of K+ (groezelig geel tot groezelig bruin), C−, KC−, P+ (rood op medulla), UV−.

### Microscopische kenmerken
In de ascus zitten acht kleurloze, eencellige ascosporen met afmetingen 9–18 × 2,5–3,5 µm.

### Gelijkende taxa
Gevorkt heidestaartje kan lijken op verscheidene andere Cladonia-soorten. De doffe schors onderscheidt de soort van slecht ontwikkelde vormen van girafje. Ruw heidestaartje breekt open met grofkorrelige sorediën en soms uitpuilend merg. Vals rendiermos reageert met K+ geel, is bobbeliger en gemarmerd met wit.

## Ecologie
Gevorkt heidestaartje groeit veel in graslanden op schrale zandgrond, langs paden door dwergstruwelen, in wegbermen en spoorbermen en verplaatst zand. Meestal duidt de aanwezigheid van de soort op verstoring. Het groeit
op de grond van schrale graslanden meestal dicht bij de kustlijn.

## Verspreiding
Gevorkt heidestaartje wordt het meest aangetroffen in bossen in de buurt van kusten, op lage tot gemiddelde hoogten. Het kan worden gevonden groeiend op mos, humus en aarde, maar zelden op dood hout of aan de voet van bomen. In Noord-Amerika wordt het gevonden van Alaska tot Californië en is algemeen in het westelijk Cascade Range.
In Nederland komt het vrij algemeen voor. Het staat niet op de rode lijst en is niet bedreigd.

## Fotogalerij

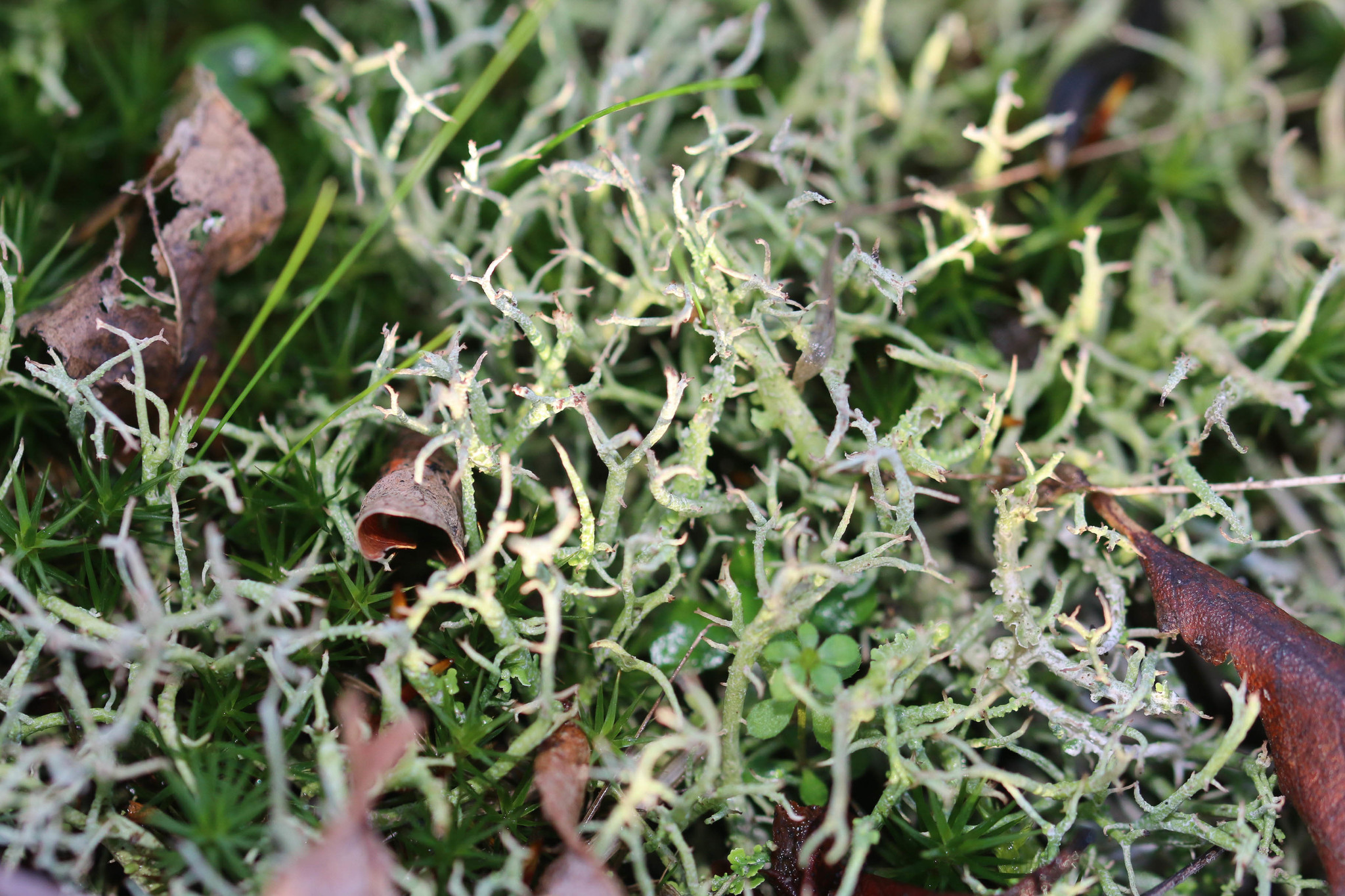
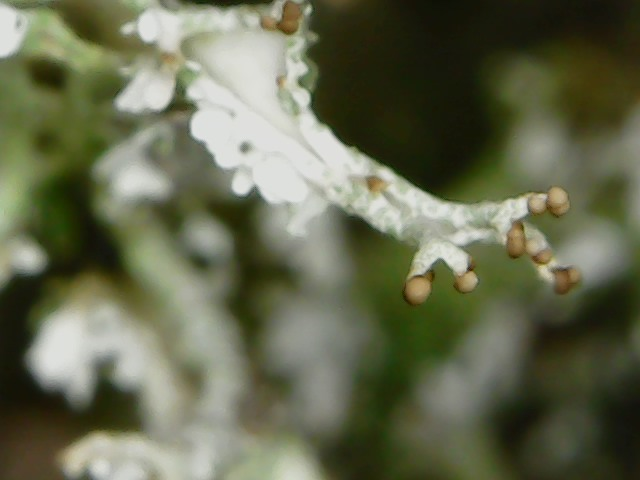